# والدو سالت
والدو سالت (بالإنجليزية: Waldo Salt)‏ (و. 1914 – 1987 م) هو كاتب سيناريو، وممثل أمريكي، ولد في شيكاغو، بدأ مشواره المهني سنة 1937، توفي في لوس أنجلوس، عن عمر يناهز 73 عاماً.

## التعليم
تعلم في جامعة ستانفورد.

## جوائز وترشيحات
حصل على جوائز منها:
- جائزة نقابة الكتاب الأمريكية
- جائزة الأوسكار لأفضل كتابة "سيناريو أصلي"، عن عمل: العودة للديار
- جائزة الأوسكار لأفضل كتابة "سيناريو مقتبس"، عن عمل: راعي البقر منتصف الليل

ترشح لـ:
- جائزة الأوسكار لأفضل كتابة "سيناريو أصلي"، عن عمل: العودة للديار
- جائزة الأوسكار لأفضل كتابة "سيناريو مقتبس"، عن عمل: راعي البقر منتصف الليل
- جائزة الأوسكار لأفضل كتابة "سيناريو مقتبس"، عن عمل: سيربيكو.

## وصلات خارجية
- والدو سالت على موقع IMDb (الإنجليزية)
- والدو سالت على موقع الموسوعة البريطانية (الإنجليزية)
- والدو سالت على موقع ألو سيني (الفرنسية)
- والدو سالت على موقع أول موفي (الإنجليزية)
- والدو سالت على موقع قاعدة بيانات برودواي على الإنترنت (الإنجليزية)
- والدو سالت على موقع قاعدة بيانات الأفلام السويدية (السويدية)
- والدو سالت على موقع قاعدة بيانات الفيلم (الإنجليزية)
- والدو سالت على موقع كينوبويسك (الروسية)